# Sherel Floranus
Sherel Floranus (23 augustus 1998) is een Nederlands voetballer die doorgaans als rechtsback speelt. Op 26 augustus 2024 tekende hij een contract voor drie jaar bij PEC Zwolle.

## Clubcarrière
Floranus is afkomstig uit de jeugd van Sparta Rotterdam. In januari 2015 tekende hij een profcontract tot medio 2018. Op 21 augustus 2015 debuteerde hij in de Jupiler League in de thuiswedstrijd tegen FC Eindhoven. Alex Pastoor gunde de rechtsachter een basisplek, waarna hij na 81 minuten werd vervangen door Denzel Dumfries. Sparta versloeg de Eindhovenaren met 3–0 in Het Kasteel. Negen dagen later maakte Floranus de negentig minuten vol in de thuiswedstrijd tege FC Den Bosch (5–2 winst). Hij verruilde Sparta Rotterdam in juli 2018 voor sc Heerenveen. Op 8 februari 2020 maakte hij zijn eerste treffer in het betaald voetbal. Hij scoorde toen de 1–1 (ook eindstand) voor sc Heerenveen tegen VVV-Venlo. In 2021 maakte Floranus de overstap naar Antalyaspor. Op 1 augustus 2023 keerde hij terug naar de Nederlandse competitie en tekende een contract voor twee jaar bij Almere City FC. Na een seizoen n Almere werd hij eind augustus verkocht aan PEC Zwolle.

## Clubstatistieken
| Seizoen     | Club             | Competitie     | Competitie | Competitie | Beker | Beker | Internationaal | Internationaal | Totaal | Totaal |
| Seizoen     | Club             | Competitie     | Wed.       | Dlp.       | Wed.  | Dlp.  | Wed.           | Dlp.           | Wed.   | Dlp.   |
| ----------- | ---------------- | -------------- | ---------- | ---------- | ----- | ----- | -------------- | -------------- | ------ | ------ |
| 2015/16     | Sparta Rotterdam | Eerste divisie | 12         | 0          | 1     | 0     | —              | —              | 13     | 0      |
| 2016/17     | Sparta Rotterdam | Eredivisie     | 25         | 0          | 5     | 0     | —              | —              | 30     | 0      |
| 2017/18     | Sparta Rotterdam | Eredivisie     | 24         | 0          | 0     | 0     | —              | —              | 24     | 0      |
| Club totaal | Club totaal      | Club totaal    | 61         | 0          | 6     | 0     | 0              | 0              | 67     | 0      |
| 2018/19     | sc Heerenveen    | Eredivisie     | 17         | 0          | 3     | 0     | —              | —              | 20     | 0      |
| 2019/20     | sc Heerenveen    | Eredivisie     | 25         | 1          | 4     | 0     | —              | —              | 29     | 1      |
| 2020/21     | sc Heerenveen    | Eredivisie     | 29         | 1          | 3     | 0     | —              | —              | 32     | 1      |
| Club totaal | Club totaal      | Club totaal    | 71         | 2          | 10    | 0     | 0              | 0              | 91     | 2      |
| 2021/22     | Antalyaspor      | Super Lig      | 18         | 1          | 4     | 0     | —              | —              | 22     | 1      |
| 2022/23     | Antalyaspor      | Super Lig      | 12         | 0          | 3     | 0     | —              | —              | 15     | 0      |
| Club totaal | Club totaal      | Club totaal    | 30         | 1          | 7     | 0     | 0              | 0              | 37     | 1      |
| 2023/24     | Almere City FC   | Eredivisie     | 29         | 0          | 2     | 0     | —              | —              | 31     | 0      |
| 2024/25     | Almere City FC   | Eredivisie     | 2          | 0          | 0     | 0     | —              | —              | 2      | 0      |
| Club totaal | Club totaal      | Club totaal    | 31         | 0          | 2     | 0     | 0              | 0              | 33     | 0      |
| 2024/25     | PEC Zwolle       | Eredivisie     | 22         | 0          | 1     | 0     | —              | —              | 23     | 0      |
| Club totaal | Club totaal      | Club totaal    | 22         | 0          | 1     | 0     | 0              | 0              | 23     | 0      |

Bijgewerkt t/m 19 mei 2025

## Interlandcarrière
Floranus speelde zes interlands voor Nederland –16. In september 2014 debuteerde hij voor Nederland –17.